# میک ماکر
میک ماکر (هلندی: Mick Makker؛ زادهٔ ۵ فوریهٔ ۱۹۹۳) قایقران روئینگ اهل هلند است.
وی در مسابقات کشوری و بین‌المللی در مجموع برندهٔ ۳ مدال نقره، ۱ مدال برنز شده است.